# Кашунин, Борис Самуилович

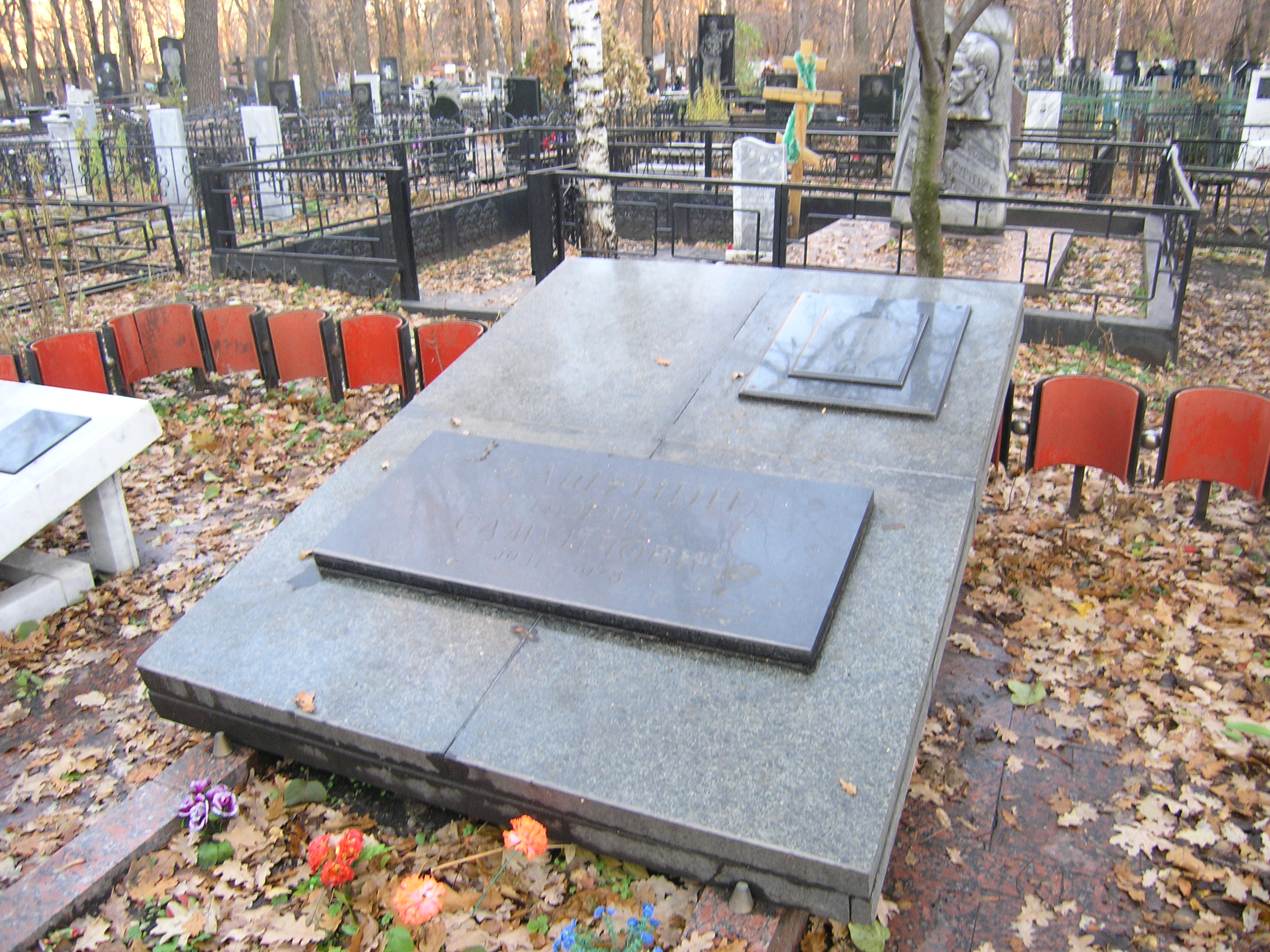
Могила Бориса Кашунина на Баныкинском кладбище

Кашу́нин Бори́с Самуи́лович (23 декабря 1931 года, в городе Витебск, Белорусской ССР — 10 августа 1978 года) — советский партийный и государственный деятель, с 1971 по 1978 год председатель Тольяттинского горисполкома совета народных депутатов.

## Биография
Родился 23 декабря 1931 года в городе Витебск, Белорусской ССР
Отец, Самуил Кашунин, й ветеран первой мировой войны, после революции примкнул к Красной Армии. В семье было трое детей, два сына и дочь. Жили в селе Крынки Витебской области Белорусской ССР. После начала Великой Отечественной войны Самуил ушёл на фронт, его жена с детьми эвакуировалась, сопровождая эшелон с коровами с ценной породы, в пути её парализовало.
Поселились в колхозе им. Степана Разина Куйбышевской области, где Борис с 14 лет работал разнорабочим, конюхом, учётчиком, окончил семь классов и поступил в Ставропольский зоотехнический техникум.
В 1951 году призван на срочную военную службу в ряды Советской армии, попал на флот, где отслужил четыре года, там же получил среднее образование. После армии вернулся в Ставрополь, по комсомольской линии стал заведующим организационным отделом Ставропольского городского комитета ВЛКСМ, позднее стал вторым секретарем горкома ВЛКСМ.
Вскоре после возвращения из армии познакомился с будущей супругой, направленной по распределению райкома комсомола на строительство Куйбышевской ГЭС. Поженились в 1956 году, сын Евгений родился в 1957 году, дочь Елена в 1964 году.
В 1962 году окончил Высшую партийную школу при ЦК КПСС. С 1962 года работал начальником управления кадров управления механизации Куйбышевгидростроя, затем по партийной линии секретарём партбюро управления механизации.
С 1964 года трудился секретарём парткома управления строительства «Куйбышевгидрострой». Внёс значительный вклад в строительство и ввод в эксплуатацию мощностей на АвтоВАЗе, заводе «Синтезкаучук».
В 1969 году окончил Куйбышевский плановый институт.
В 1971 году избран председателем горисполкома Тольяттинского Совета народных депутатов. По свидетельствам очевидцев, Кашунин отличался прямотой, принципиальностью, деловитостью, твердостью. Лично контролировал строительство новых объектов в городе, как промышленных и инфраструктурных, так и культурных. Тщательно следил за благоустройством города, мечтая сделать Тольятти образцовым. Был весьма уважаем простыми горожанами.
В 1971—1977 годах депутат Куйбышевского областного Совета народных депутатов, являлся председателем планово-бюджетной комиссии исполкома областного Совета народных депутатов
10 августа 1978 года возвращаясь с рыбалки вместе с сыном и приятелем попал в ДТП. Борис Кашунин и водитель скончались на месте, сын попал в больницу, прощание проходило на площади перед «ДК СК». Похоронен в Тольятти на Баныкинском кладбище.

## Награды
- Орден Ленина (1977);
- Орден Октябрьской Революции (1973) — за активное участие в сооружении и освоении проектных мощностей ВАЗа;
- Орден «Знак Почёта» (1966).

## Память
- На бывшем здании управления КГС (ныне один из корпусов ПВГУС) установлена мемориальная доска Борису Кашунину.
- В 2007 году вышла памятная книга «Борис — Воспоминания о друге», автор Евгений Астахов, издательство «Самара афорт»
- В марте 2009 года в Тольятти в центре краеведения Центральной библиотеки им. В. Н. Татищева проводилась выставка «Выдающиеся деятели Тольятти», в числе героев экспозиции был и Борис Кашунин.[1]
- В 2015 году в Тольятти одна из планируемых улиц была названа именем Бориса Кашунина[2]